# Équivalence des diplômes (Belgique)
Pour les articles homonymes, voir équivalence.
En Communauté française de Belgique, l'équivalence des diplômes est un document qui détermine la valeur des études suivies à l'étranger. Il se délivre par une communauté sur base de documents scolaires pour étudier dans l’enseignement supérieur en Communauté française, travailler dans certains cas dans des programmes d'emploi spécifique et s'installer comme indépendant, poursuivre une formation professionnelle.